# Lee Kerslake
Lee Kerslake (Bournemouth, 16 de abril de 1947 – 19 de setembro de 2020) foi um músico inglês, mais conhecido como baterista de longa data e vocalista de apoio da banda Uriah Heep, e por seu trabalho com Ozzy Osbourne no início dos anos 80.

## Biografia
No final dos anos 1960 e início da década de 1970, Kerslake tocou com uma banda chamada The Gods, lançando três álbuns. Ele então se juntou ao Uriah Heep em novembro de 1971, e deixou a banda em outubro de 1979, após o álbum Fallen Angel. Retornou a banda em abril de 1982, no clássico Abominog. Ele também tocou nos álbuns solo de David Byron e Ken Hensley, entre outros. No álbum Firefly, ele foi creditado como Lee "The Bear" Kerslake, uma referência a sua barba e ao seu físico 'avantajado'.
Em 1980, Kerslake encontrou o ex-vocalista do Black Sabbath, Ozzy Osbourne, por acaso em um elevador no Kings Cross Hotel, na Austrália. "Ele estava em uma esquina com seu guarda-costas e seu gerente, e eu estava no outro canto com o meu. Um pouco engraçado".  A partir daí, a banda Blizzard of Ozz foi criada, com o baixista Bob Daisley e o guitarrista Randy Rhoads, que logo se tornou um projeto solo de Osbourne. O trabalho de Kerslake pode ser ouvido nos dois primeiros álbuns de Osbourne, Blizzard of Ozz e Diary of a Madman.
Kerslake deixou a banda de Osbourne no início de 1981 para cuidar de sua mãe, que adoeceu na época. Nas notas do álbum Diary of a Madman, Kerslake e  Daisley não foram creditados, com o baterista Tommy Aldridge e o baixista Rudy Sarzo  ganhando o crédito, mesmo não tocando no disco . Aldridge, tempos depois, declarou: "É óbvio que não toco nesse álbum. Nunca toquei nessa gravação e sempre concordei com Lee Kerslake, em suas entrevistas ou menções, que o crédito deveria ser dele".
Em 1998, Kerslake e Daisley entraram com uma ação contra Ozzy Osbourne e sua gerente / esposa Sharon Osbourne, requerendo royalties e créditos de composição por suas contribuições para a Blizzard of Ozz e Diary of a Madman. Como resultado, as reedições de 2002 de ambos os álbuns removeram os desempenhos de Kerslake e Daisley, substituindo-os por faixas recém-gravadas pelo baixista Robert Trujillo e pelo baterista Mike Bordin (quando os álbuns foram novamente reeditados em 2011, as faixas originais de baixo e bateria foram restauradas). 
Em 2003, Kerslake se envolveu no supergrupo Living Loud, um projeto de hard rock também com o baixista Bob Daisley (anteriormente de Uriah Heep, Gary Moore, a banda Ozzy Osbourne, Rainbow e Black Sabbath), o guitarrista Steve Morse (Dixie Dregs, o Steve Morse Band, Kansas, Deep Purple) e o cantor Jimmy Barnes (Shark Island). O tecladista Don Airey (ex-Rainbow, atualmente com Deep Purple) fez uma participação. O grupo lançou um  CD auto-intitulado, com várias faixas de Ozzy Osbourne de Daisley / Kerslake.
No início de 2007, foi anunciado no site do Uriah Heep que Kerslake deixou a banda "devido a problemas de saúde em andamento". Kerslake está atualmente semi-aposentado devido a doença. Recentemente, foi divulgado que ele sofre de câncer nos ossos e na próstata.
Em 15 de outubro de 2015, Kerslake e Ken Hensley se juntaram à atual formação do Uriah Heep na Prefeitura de Crocus, em Moscou, para um set de duas horas, relembrando a fase clássica da banda.
Kerslake, durante sua carreira, usou uma variedade de kits de bateria, incluindo Ludwig e Pearl, mas tornou-se estreitamente associado as marcas Premier e Tama, que ele tocou durante a maior parte da carreira. Ele também usa pratos Zildjian.
Morreu no dia 19 de setembro de 2020, aos 73 anos, em decorrência de um câncer de próstata.

## Discografia

### Com The Gods
- Genesis (1968)
- To Samuel a Son (1969)
- The Gods Featuring Ken Hensley (1976)
- Gods

### Com o Head Machine
- Orgasm (1970)

### Com o Toe Fat
- Toe Fat (1970)

### Com o National Head Band
- Albert One (1971)

### Com o Uriah Heep
- Demons & Wizards (1972)
- The Magician's Birthday (1972)
- Uriah Heep Live (1973)
- Sweet Freedom (1973)
- Wonderworld (1974)
- Return to Fantasy (1975)
- High and Mighty (1976)
- Firefly (1977)
- Innocent Victim (1977)
- Fallen Angel (1978)
- Abominog (1982)
- Head First (1983)
- Equator (1985)
- Live at Shepperton '74 (1986)
- Live in Europe 1979 (1986)
- Live in Moscow (1988)
- Raging Silence (1989)
- Different World (1991)
- Sea of Light (1995)
- Spellbinder Live (1996)
- King Biscuit Flower Hour Presents in Concert (1997)
- Sonic Origami (1998)
- Future Echoes of the Past (2000)
- Acoustically Driven (2001)
- Electrically Driven (2001)
- The Magician's Birthday Party (2002)
- Live in the USA (2003)
- Magic Night (2004)
- Between Two Worlds (2005)

### Com o Ken Hensley
- Proud Words on a Dusty Shelf (1973)

### Com o David Byron
- Take No Prisoners (1975)
- Man of Yesterdays: The Anthology

### Com o Ozzy Osbourne
- Blizzard of Ozz (1980)
- Diary of a Madman (1981)
- The Ozzman Cometh (1997)

### Com o Living Loud
- Living Loud (2003/04)
- Live in Sydney 2004 (2005, 2CD/DVD)

### Com o Berggren Kerslake Band
- The Sun Has Gone Hazy (2014)